# Barthold Jacob Lintelo de Geer

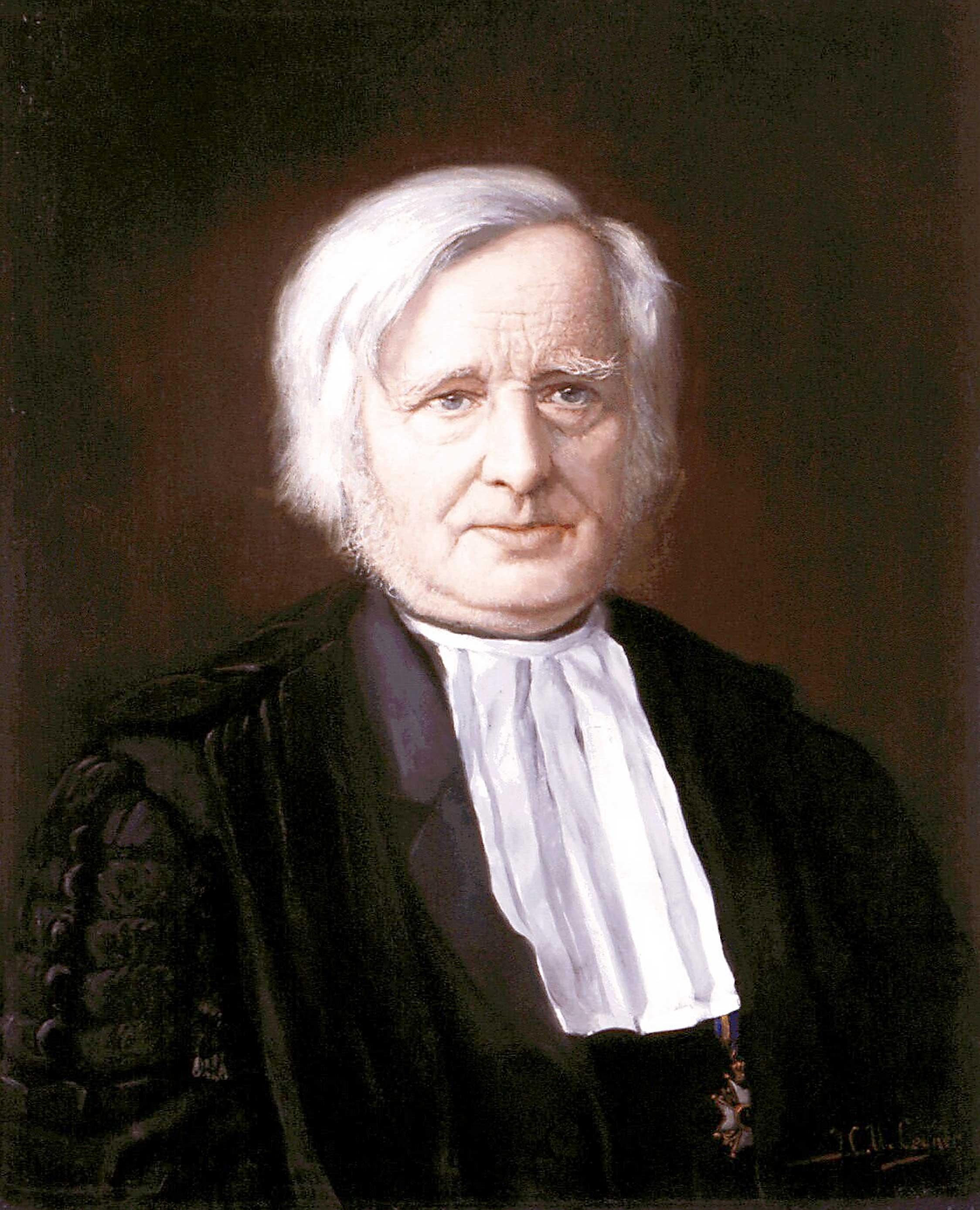
B-J-Lintelo-Geer-Jutphaas.jpg

Barthold Jacob Lintelo de Geer, baron till Jutphaas, född den 12 december 1816, död den 4 augusti 1903, var en holländsk universitetslärare,  brorson till Jan Lodewijk Willem De Geer.
de Geer blev 1838 filosofie och 1841 juris doktor och 1847 e.o. professor vid Utrechts universitet och, efter att ett år ha varit t.f. professor i österländska språk, 1856 professor i romersk rätt där. 
de Geer var ledamot av kommittéerna för revidering av Nederländernas
Code civile (1881) och grundlag (1886). Han var president i "utrechtska ridderskapet" 1874 och ledamot av generalstaternas andra kammare 1884. Han var medlem av holländska vetenskapsakademien (1850) och hedersdirektör i provinsen Utrechts akademi för konst och vetenskap (1892).